# L’incroyable femme des neiges
L’incroyable femme des neiges (englischer Titel: The Incredible Snow Woman) ist ein Spielfilm von Sébastien Betbeder, in dem Blanche Gardin die Hauptrolle der Coline verkörpert – einer Frau, die sich den gesellschaftlichen Erwartungen bewusst entzieht. Die Weltpremiere des Films fand während der 75. Internationalen Filmfestspiele Berlin 2025 statt.

## Handlung
Coline Murel zieht bei ihrem Bruder ein, der in ihrem Heimatdorf im Jura im gemeinsamen Elternhaus lebt, nachdem sie jahrelang die eisigen Weiten des Nordpols erkundet hat. Die beiden haben sich seit Jahren nicht gesehen, da sie als bekannte Polarforscherin stets jenseits der Zivilisation unterwegs war und den Kontakt zu ihrer Familie aus den Augen verloren hat. Sie erzählt ihm, dass sie eine Weile bleiben will, um ein Buch zu schreiben. Es wird im Verlauf der Filmerzählung deutlich, dass sie unheilbar erkrankt ist. Im Dorf begegnet sie überraschend Christophe, ihrer Jugendliebe, der inzwischen eine Familie gegründet hat. Sie überzeugt ihn, seiner Schulklasse von ihren Abenteuern im Eis zu erzählen. Die Präsentation wird ein Desaster, da es sich um eine Grundschulklasse handelt, und die Schulkinder am Ende verstört sind, als sie schildert, wie sie einen Bärenangriff überlebte.
Als sie erfährt, dass sie ihren Job verliert und ihr Freund mit ihr Schluss macht, betrinkt sie sich. Sie begibt sich zu Christophes Haus, wo sie nur seinen Sohn antrifft, der sie jedoch einlässt, um auf Christophes Rückkehr zu warten. Als Christophe und seine Frau nach Hause kommen, ruft dieser die Polizei, da sie nicht selbstständig gehen will, nachdem sie seine Frau beschuldigt hat, ihr Christophe ausgespannt zu haben. Am nächsten Tag wird sie von ihrem älteren Bruder Basile aus der Polizeistation abgeholt und gerät in eine depressive Phase, in der sie nicht mehr spricht. Basile und Lolo, Colines jüngerer Bruder, lassen sich von ihr überzeugen, eine Wanderung zur Berghütte ihres verstorbenen Vaters zu unternehmen. Als Basile einen sehr gefährlichen Abschnitt passiert, kann er plötzlich nicht weitergehen und bekommt eine Panikattacke. Er schleudert seinen Geschwistern seine angestauten Emotionen entgegen, die auf Ungerechtigkeiten aus der gemeinsamen Kindheit und der bevorzugten Behandlung von Coline durch die Eltern anspielen. Coline begibt sich an der steilen Felswand zu ihrem Bruder, nimmt wortlos seine Hand und bringt ihn sicher auf die andere Seite.
Die Geschwister kommen in einer Holzhütte an und machen ein Feuer. Coline bekommt einen Hustenanfall und findet ihre Sprache wieder, indem sie ihren Brüdern mitteilt, dass sie pinkeln geht. Coline kehrt nicht zurück, und die Brüder machen sich auf die Suche nach ihr. Sie können Coline nicht finden und schalten die Polizei ein. Sie gilt fortan in Frankreich als vermisst, taucht im Film jedoch in Grönland wieder auf. Sie wird bewusstlos im Eis von zwei Inuit gefunden. Sie bleibt zwei Jahre im grönländischen Heimatdorf der beiden Inuit und passt sich der eisigen Umgebung an. Sie beendet in dieser Zeit ihr Buch mit Lebenserinnerungen, während sie mit gesundheitlichen Problemen kämpft, aber diese zu ignorieren versucht. Ihre Erkrankung kann sie auch vor den Dorfbewohnern nicht länger verbergen, die sie bitten, ein Krankenhaus aufzusuchen. In der örtlichen Krankstation wird ihr nahegelegt, das Krankenhaus der nächstgrößeren Stadt aufzusuchen, da ihre Erkrankung zu schwer sei, um ihr zu helfen. Sie lässt sich darauf ein und sucht den Arzt auf, der ihr bereits vor ihre Heimreise in ihr französisches Heimatdorf eine tödliche Diagnose gestellt hatte. Er lässt sie wissen, dass sie nur noch wenige Wochen zu leben habe. Es kommt zu einer letzten Begegnung mit ihren Brüdern, die nach Kontaktaufnahme ihres behandelnden Arztes aus dem Krankenhaus nach Grönland reisen.

## Produktion und Hintergründe
L’incroyable femme des neiges wurde während der 75. Berlinale in der Sektion Panorama uraufgeführt.